# Trần Hanh
Trần Hanh (29 tháng 11 năm 1932 – 5 tháng 12 năm 2024) là một tướng lĩnh Không quân Nhân dân Việt Nam cấp bậc Trung tướng. Ông là một trong những phi công đầu tiên bắn rơi máy bay Mỹ F-105 trên vùng trời Bắc Việt Nam, được phong danh hiệu Anh hùng lực lượng vũ trang nhân dân Việt Nam. Ông cũng từng là Ủy viên Dự khuyết Ban Chấp hành Trung ương Đảng Cộng sản Việt Nam khóa IV (1976 – 1982), Thứ trưởng Bộ Quốc phòng nước Cộng hòa Xã hội Chủ nghĩa Việt Nam, Phó Tổng Tham mưu trưởng Quân đội nhân dân Việt Nam, Chủ tịch Hội Cựu chiến binh Việt Nam nhiệm kỳ IV (2007 - 2012).

## Thân thế và bước đầu binh nghiệp
Trần Hanh tên thật là Trần Huy Hanh, sinh ngày 29 tháng 11 năm 1932, quê tại làng Tức Mặc, xã Lộc Vượng, huyện Mỹ Lộc, tỉnh Nam Định, nay là phường Lộc Vượng, thành phố Nam Định, tỉnh Nam Định.
Sinh trưởng trong một gia đình nghèo nhưng có truyền thống dân tộc, ông gia nhập vào Đoàn Thanh niên Cứu quốc Việt Nam vào tháng 12 năm 1946, tham gia công tác thanh niên, thông tin ở huyện Hải Hậu, tỉnh Nam Định. Khi quân Pháp tái chiếm và kiểm soát được vùng châu thổ sông Hồng, ông thoát ly gia đình theo cách mạng vào tháng 4 năm 1947.
Ông nhập ngũ tháng 9 năm 1949 và được cử đi học Trường Quân chính Liên khu 3. Ngày 15 tháng 3 năm 1950, ông được kết nạp vào Đảng Cộng sản Việt Nam. Tháng 4 năm 1950, ông là Chính trị viên Đại đội 23 thuộc Tiểu đoàn 680, Trung đoàn 48 chủ lực của Bộ Tổng tư lệnh. Ngày 10 tháng 9 năm 1950, ông chính thức được kết nạp vào Đảng Cộng sản Việt Nam.
Tháng 1 năm 1951, Đại đoàn 320 được thành lập, ông được cử làm Chính trị viên Tiểu đoàn 680, Trung đoàn 48, Sư đoàn 320. Ông chiến đấu cùng đơn vị của mình cho đến khi tiếp quản miền Bắc vào năm 1954.

## Trở thành phi công và bắn rơi máy bay đối phương
Sau khi hòa bình được lập lại trên miền Bắc, tháng 9 năm 1956, ông được tuyển chọn để đào tạo phi công và được đưa sang học ở Trung Quốc về máy bay tiêm kích Mikoyan-Gurevich MiG-17. Sau 4 năm học tập, ông trở thành Đại đội trưởng Đại đội 2 huấn luyện, tiếp nhận và hướng dẫn các phi công mới sang học tại Trung Quốc. Mãi đến tháng 5 năm 1964, ông mới về nước và đến tháng 8 năm 1964, ông được cử làm Đại đội trưởng Đại đội 1, Trung đoàn 921 - Đoàn Không quân Sao Đỏ, cấp bậc Đại úy.
Ngày 3 tháng 4 năm 1965, ông tham gia vào trận đánh đầu tiên của Không quân Nhân dân Việt Nam, tấn công các máy bay của Hải quân Mỹ đang tập kích vào khu vực cầu Hàm Rồng – một cây cầu huyết mạch, yết hầu trên tuyến chi viện Bắc Nam.
Theo kế hoạch dự kiến của các chỉ huy Không quân Việt Nam, các máy bay Mỹ sẽ xuất phát từ hàng không mẫu hạm, qua điểm kiểm tra Hòn Mê để tập kích vào khu vực Hàm Rồng. Do đó, một biên đội do Đại úy Trần Hanh chỉ huy gồm Số 1 (mã hiệu 01) - Trần Hanh và số 2 (mã hiệu 03) - Phạm Giấy, sẽ làm nhiệm vụ nghi binh, xuất phát từ Nội Bài, bay dọc đường số 1, tiến về Nho Quan, sau đó sẽ bay chờ ở Cẩm Thủy để dẫn dụ tiêm kích đối phương rời xa khu vực chiến đấu. Sau đó, biên đội công kích do Phạm Ngọc Lan chỉ huy gồm số 1 (mã hiệu 05) - Phạm Ngọc Lan, số 2 (mã hiệu 06) - Phạm Văn Túc, số 3 (mã hiệu 07) - Hồ Văn Quỳ, số 4 (mã hiệu 08) - Trần Minh Phương, sẽ bay thấp dọc ven núi để tránh rada đối phương, theo hướng Tam Điệp, tiến vào khu vực chiến đấu từ hướng Hà Trung, lợi dụng thời cơ để tấn công. Trung tá Hoàng Ngọc Diêu được giao nhiệm vụ chỉ huy toàn bộ trận đánh.
Vào lúc 7 giờ, các đài rađa cảnh giới Việt Nam phát hiện một tốp máy bay Mỹ bay vào trinh sát khí tượng và mục tiêu. Lúc 9 giờ 40 phút, 60 lần máy bay cường kích các loại của Hải quân Mỹ cùng lúc bay vào đánh phá cầu Tào, cầu Đò Lèn và cầu Hàm Rồng. Lúc 9 giờ 47, biên đội nghi binh và yểm hộ cất cánh. Một phút sau biên đội tiến công cũng cất cánh theo kế hoạch đã dự kiến.
Chiến thuật của phía Việt Nam đã thành công. Phi đội Phạm Ngọc Lan bắn rơi hai chiến F-8 Crusader của Hải quân Mỹ. Trừ Phạm Ngọc Lan phải hạ cánh khẩn cấp trên bãi bồi sông Hồng, toàn bộ các phi công đều trở về an toàn.
Phán đoán ý đồ Mỹ sẽ tiếp tục đánh phá cầu Hàm Rồng vào ngày hôm sau, 4 tháng 4 năm 1965, các chỉ huy không quân Việt Nam quyết định cho các máy bay Việt Nam tiếp tục công kích vào các máy bay của Không quân Mỹ. Theo phương án chiến thuật, 3 biên đội sẽ được sử dụng, trong đó có một biên đội dự bị. Biên đội nghi binh cất cánh trước, bay ở phía tây khu vực chiến đấu để thu hút tiêm kích đối phương và sẵn sàng yểm hộ biên đội công kích khi cần thiết. Biên đội tiến công xuất kích sau, bay thẳng theo hướng đông - nam đến khu vực chiến đấu sẽ vọt lên chiếm độ cao giành ưu thế chiến thuật, sau đó tấn công thẳng vào đội hình F-105. Thượng tá Nguyễn Văn Tiên, Phó tư lệnh Quân chủng làm chỉ huy trận đánh, Trung úy Đào Ngọc Ngự làm hoa tiêu dẫn đường tại sở chỉ huy.
Lúc 10 giờ 20 phút, biên đội nghi binh do Lê Trọng Long (số 1), Phan Văn Túc (số 2), Hồ Văn Quỳ (số 3), Trần Minh Phương (số 4) cất cánh. Biên đội bay ở độ cao 8.000 mét trên vùng trời Vụ Bản, Phủ Lý làm nhiệm vụ nghi binh. Lúc 10 giờ 22 phút, biên đội tiến công gồm Trần Hanh (số 1), Phạm Giấy (số 2), Lê Minh Huân (số 3), Trần Nguyên Năm (số 4) xuất kích, bay thấp ra hướng đông rồi bất ngờ ngoặt vào hướng đông nam, tránh bị ra đa đối phương phát hiện, khi đến khu vực chiến đấu, thì bay vọt lên, chiếm độ cao có lợi. Lúc 10 giờ 30 phút, Trần Nguyên Năm báo cáo phát hiện tốp F-105 mang bom tấn công cầu Hàm Rồng, Thanh Hóa do Thiếu tá Frank Everett Bennett dẫn đầu.
Trận không chiến diễn ra rất nhanh. Dù có ưu thế với hơn 50 máy bay cả tiêm kích F-100 và cường kích F-105, hai chiếc F-105 vẫn bị MiG-17 bắn trúng. Chiếc F-105D số hiệu 59-1754 của Không đoàn tiêm kích 355, do Đại úy James Alan Magnusson điều khiển bị Trần Hanh bắn trúng, bị rơi trên đường thoát ra biển. Chiếc còn lại do Thiếu tá Frank Bennett lái, bị Lê Nguyên Năm bắn trúng, dù cố gắng bay về và hạ cánh khẩn cấp xuống sân bay Đà Nẵng nhưng vẫn bị rơi và nổ tung. Cả hai phi công đều chết.
Tuy nhiên biên đội của Trần Hanh không may mắn như biên đội của Phạm Ngọc Lan ngày hôm trước. Ba chiếc MiG-17 đều bị rơi. Một chiếc do Lê Minh Huân lái rơi gần bờ biển Sầm Sơn. Hai chiếc còn lại, do Phạm Giấy và Trần Nguyên Năm lái, bị rơi ở gần khu vực cầu Hàm Rồng. Cả ba chiếc đều không có ghi nhận nào bị bắn rơi từ phía Mỹ, có khả năng bị chính súng phòng không của Việt Nam bắn rơi.
Riêng Trần Hanh do cố gắng thoát khỏi sự truy đuổi của các máy bay F-100 Super Sabre hộ tống đã bị hết dầu và hỏng la bàn nên phải hạ cánh xuống lòng một con suối cạn thuộc bản Ké Tằm, huyện Quỳ Châu, tỉnh Nghệ An. Cũng như Phạm Ngọc Lan, ông cũng bị dân quân vây bắt, sau đó nhận ra ông là phi công Việt Nam nên đã đưa về chăm sóc.
Trong những năm sau đó, ông vẫn tiếp tục chỉ huy biên đội giao chiến với máy bay Mỹ, trong đó có một lần chỉ huy biên đội 4 MIG-17 bắn hạ máy bay trực thăng Mỹ trên bầu trời Hòa Bình tháng 11 năm 1966.

## Tham gia công tác chỉ huy
Tháng 5 năm 1965, ông được thăng Thiếu tá, Trung đoàn phó Trung đoàn 921, đến tháng 10 năm 1969 thì thăng Trung tá, Trung đoàn trưởng. Tháng 3 năm 1972, ông được cử làm Sư đoàn phó Sư đoàn Không quân 371, hàm Thượng tá. Hai năm sau, thăng làm Tư lệnh Binh chủng Không quân, kiêm Sư đoàn trưởng Sư đoàn 371 Không quân. Trong Chiến dịch Hồ Chí Minh tháng 4 năm 1975, ông tham gia chỉ huy Không quân và là một trong những người trực tiếp chỉ huy trận đánh sân bay Tân Sơn Nhất của Không quân Nhân dân Việt Nam.

## Sau 1975
Sau chiến tranh, ông được thăng làm Tham mưu phó Quân chủng Phòng không – Không quân từ tháng 8 năm 1976, với hàm Đại tá. Tháng 1 năm 1977, ông được bầu là Ủy viên Trung ương Đảng khóa IV và được điều động giữ chức Bí thư Trung ương Đoàn Thanh niên Cộng sản Hồ Chí Minh một thời gian ngắn. Đến tháng 6 năm 1977, ông được cử làm Phó Tư lệnh Quân chủng Không quân vừa mới thành lập. Ông được thăng quân hàm Thiếu tướng năm 1984. Tháng 3 năm 1986, ông được thăng làm Tư lệnh Quân chủng Không quân. Tháng 4 năm 1989, ông được cử làm Phó Tổng Tham mưu trưởng Quân đội nhân dân Việt Nam, hàm Trung tướng. Tháng 11 năm 1996, ông được cử làm Thứ trưởng Bộ Quốc phòng cho đến khi về hưu năm 2000.
Từ tháng 1 năm 2001 đến 12 năm 2007, ông là Ủy viên Thường vụ, Phó Chủ tịch kiêm Tổng Thư ký Hội Cựu chiến binh Việt Nam. Từ tháng 12 năm 2007, ông là Chủ tịch, Ủy viên thường trực Hội Cựu chiến binh Việt Nam.
Ông từ trần lúc 8h56 ngày 5 tháng 12 năm 2024, hưởng thọ 92 tuổi.

## Thành tích
Ông được nhà nước Việt Nam trao tặng:
- Danh hiệu Anh hùng lực lượng vũ trang nhân dân (1967)
- Huân chương Độc lập hạng Nhì.
- Huân chương Quân công (1 hạng Nhất, 2 hạng Ba)
- Huân chương Chiến công (1 hạng Nhất, 3 hạng Ba)
- Huân chương Kháng chiến chống Mỹ hạng Nhất
- Huân chương Chiến thắng hạng Ba
- Huân chương Chiến sĩ vẻ vang (Nhất, Nhì, Ba)
- Huy hiệu Hồ Chí Minh[4]

## Lịch sử thụ phong quân hàm
| Quân hàm |        |             |             |  |  |  |  |  |  |  |
| Cấp bậc  | Đại tá | Thiếu tướng | Trung tướng |  |  |  |  |  |  |  |
|          |        |             |             |  |  |  |  |  |  |  |